# Trenton (Teksas)
Trenton je grad u američkoj saveznoj državi Teksas. Prema popisu stanovništva iz 2010. u njemu je živjelo 635 stanovnika.